# Ollie Lawrence
Pas d'image ? Cliquez ici

a Compétitions nationales et continentales officielles uniquement.

b Matchs officiels uniquement.
Dernière mise à jour le 24 avril 2025.
Ollie Lawrence, né le 18 septembre 1999 à Birmingham (Angleterre), est un joueur international anglais de rugby à XV jouant au poste de centre avec Bath Rugby.

## Biographie

### Jeunesse et formation
Ollie Lawrence étudie à l'école de Bromsgrove avant de rejoindre l'académie des Worcester Warriors,.

### Carrière en club
Ollie Lawrence fait ses débuts avec les Worcester Warriors en novembre 2017 face aux Sale Sharks lors d'une rencontre de Coupe anglo-galloise où il inscrit également son premier essai professionnel. Il continue sa progression, devenant un joueur majeur de l'équipe. Il prolonge son contrat le liant aux Warriors en juin 2020.
Il remporte la Coupe d'Angleterre en 2022 face aux London Irish.
Lors du début de la saison 2022-2023, il dispute les trois premières journées de Premiership avec les Worcester Warriors, avant que son club ne soit placé en redressement judiciaire, entraînant le licenciement des joueurs et du personnel. Son contrat avec le club anglais se termine donc le 5 octobre 2022 et il se retrouve sans club. Il signe alors avec le club de Bath Rugby pour un contrat de courte durée, mais après avoir convaincu le club par ses bonnes performances il signe finalement un contrat de longue durée. À la fin de la saison, il est nommé meilleur joueur de Premiership. Il est également nommé dans l'équipe-type de Premiership après ses bonnes performances tout au long de la saison.
Durant la saison suivante, en 2023-2024, il est titulaire lors de la finale de Premiership perdue 25 à 21 contre les Northampton Saints,.
Après un bon début de saison 2024-2025, il est nommé pour le titre de joueur du mois de septembre en championnat. Cependant, Max Malins obtient finalement cette distinction.  

### Carrière internationale
Ollie Lawrence évolue d'abord avec l'équipe d'Angleterre des moins de 18 ans, avant de jouer pour celle des moins de 20 ans.
Il est sélectionné avec l'équipe d'Angleterre pour participer à la Coupe d'automne des nations en 2020.
À la suite de la blessure d'Elliot Daly, il est sélectionné pour participer au Tournoi des Six Nations 2023. En août 2023, il est retenu dans le groupe final pour participer à la Coupe du monde 2023,. Pendant la compétition, il est sollicité pour les sept matchs que l'Angleterre dispute mais n'est titulaire qu'à une reprise en poule contre le Chili, étant devancé par la paire Manu Tuilagi-Joe Marchant à son poste. Avec sa sélection, il termine à la troisième place de la compétition.
Il est ensuite sélectionné pour le Tournoi des Six Nations 2024. Cependant, après une blessure survenue avec son club, il est forcé de déclarer forfait pour la première journée.

## Palmarès

### En club
- Worcester Warriors
  - Vainqueur de la Coupe d'Angleterre en 2022 .
- Bath Rugby
  - Finaliste du Championnat d'Angleterre en 2024.
  - Vainqueur du Championnat d'Angleterre en 2025.

### En sélection nationale
- Angleterre
  - Troisième de la Coupe du monde en 2023

### Distinctions personnelles
- Membre de l'équipe type du Championnat d'Angleterre en 2023.
- Meilleur joueur du Championnat d'Angleterre en 2023.

## Statistiques en équipe nationale
Ollie Lawrence compte 35 capes, 25 titularisations, en équipe d'Angleterre depuis sa première sélection le 31 octobre 2020 face à l'Italie. Il a inscrit 6 essais, 30 points.
Il participe à une édition de la Coupe du monde en 2023, il dispute sept matchs dont un en tant que titulaire.